# Giustificatori
I Giustificatori (Justifiers) sono dei personaggi dei fumetti creato da Jack Kirby nel 1971, pubblicati dalla DC Comics.

## Storia
Apparsi per la prima volta su Forever People n. 3 (giugno-luglio 1971), i Giustificatori sono guerrieri usati come forza militare nelle legioni di Apokolips, sostenuti soltanto dall'Equazione dell'Anti-vita. Sono persone sottoposte a lavaggio del cervello a cui sono state date armi e armature apokaliptiane. Tale operazione di lavaggio del cervello è generalmente condotta da Glorioso Godfrey.
Nella loro prima apparizione, i Giustificatori furono usati per aiutare Darkseid a rintracciare i Forever People; vengono poi usati per combattere contro Sonny Sumo.
Successivamente appaiono nella miniserie Crisi finale, dove combattono per Darkseid e per Libra e la Società segreta dei supercriminali. Durante la battaglia molti eroi e criminali vengono trasformati in Giustificatori (tra cui Killer Croc, Fulmine Nero, Donna Troy, Gorilla Grodd, Freccia Verde, Ice, Man-Bat e Starfire), venendo poi liberati dall'intervento di Wonder Woman e del suo lazo magico.